# Ragnhild Marie Hatton
Ragnhild Marie Hatton, född Hanssen den 10 januari 1913 i Bergen, död 16 maj 1995 i London, var en professor i historia vid London School of Economics.

## Biografi
Ragnhild Marie Hatton flyttade 1936 till England för fortsatta universitetsstudier på avancerad nivå vid University College London. Samma år gifte hon sig med Harry Hatton. Studierna avbröts av krigstjänst och mödraskap och återupptogs 1945, varefter hon 1949 fick tjänst som lärare vid London School of Economics.
Ragnhild Marie Hattons publikationer behandlar flera geografiska områden. Hon har publicerat en studie av diplomatiska förbindelser mellan Konungariket Storbritannien och Republiken Förenade Nederländerna på 1710-talet. Därefter publicerade hon 1968 Karl XII-biografin Charles XII of Sweden. En serie studier av Ludvig XIV av Frankrike publicerades kring 1970, liksom en biografi om Georg I av Storbritannien 1978 under titeln  George I: Elector and King.

## Utmärkelser
- 1954 – ledamot av Kungliga Vitterhets Historie och Antikvitets Akademien
- 1979 – utländsk hedersledamot av American Historical Association
- 1983 – Riddare av 1:a klass av Sankt Olavs orden
- 1985 – hedersdoktor vid Ohio State University
- 1986 – kommendör av Nordstjärneorden
- 1988 – Akademiska palmen
- 1993 – Senior Fellow vid British Academy